# Догакинай, Наохиро
Наохиро Догакинай (яп. 堂垣内 尚弘 До:гакинай Наохиро, 2 июня 1914 года — 2 февраля 2004 года) — японский государственный деятель, губернатор префектуры Хоккайдо (1971—1983), гражданский инженер, ханси в кэндо.

## Биография
Родился в Саппоро. После учёбы в местной школе в Саппоро окончил факультет гражданского строительства Высшей инженерной школы Хоккайдского императорского университета в 1938 году. После этого служил в Строительном отделе Министерства флота Японии. В 1946 году после демобилизации работал в администрации Хоккайдо. После чего был прикомандирован к Агентству регионального развития Хоккайдо, а в 1965 году стал заместителем главы агентства. В 1967 году уволился из Агентства регионального развития Хоккайдо.
С 1967 года являлся профессором инженерного факультета Университета Хоккай Гакуэн. С 1969 по 1971 год директор Исследовательского института Хоккайдо. В 1970 году уволился из университета.
В 1971 году Наохиро Догакинай был избран губернатором префектуры Хоккайдо от консервативного лагеря в качестве преемника Кинго Матимуры и занимал этот пост до 1983 года. После ухода с поста губернатора баллотировался на выборах в Палату советников Японии в качестве кандидата от ЛДПЯ, но не прошёл по голосам. В 1983 году был повторно назначен профессором инженерного факультета Университета Хоккай Гакуэн. В том же году вошёл в совет директоров школьной корпорации Хоккай Гакуэн. В 1986 году стал советником Технологического института Саппоро.
В 1989 году стал ректором Университета Хигаси-Ниппон-Гакуэн (ныне Хоккайдский медицинский университет). С 1995 года являлся почётным ректором Университета Хигаси-Ниппон-Гакуэн.
Наохиро Догакинай умер 2 февраля 2004 года в возрасте 89 лет.

## Награды
- Рыцарский крест I класса ордена Льва Финляндии (1980)
- Орден Священного сокровища I класса (1988)
- Благодарность от Министра иностранных дел Японии (1989)
- Премия Японского общества инженеров-строителей за достижения (1991)
- Спортивная премия Хоккайдо симбун (2001)